# Villa Tammekann
La villa Tammekann est un bâtiment construit à Tartu en Estonie.

## Présentation
Le bâtiment a été construit pour August Tammekann, professeur de géographie, comme maison familiale. 
Les travaux de construction ont commencé en 1932 et la famille Tammekann a emménagé dans une maison inachevée en 1933. 
Le bâtiment n'a pas été réalisé comme prévu par Alvar Aalto.
La Villa Tammekann à une surface d'environ 300 mètres carrés sur trois étages.
La maison est située dans le quartier des jardins de Tähtvere, qui a été transformé en réserve architecturale urbaine en 1996.
Pendant l'ère soviétique, la villa a été transformée en un petit immeuble pouvant accueillir jusqu'à 6 à 8 ménages.
Aujourd'hui, la Villa Tammekann appartient à la Fondation de l'Université de Turku qui l'a achetée aux enfants du professeur Tammekann, Paavo et Eeva-Maija Tammekann en 1998. 
À cette époque, le bâtiment a été réparé aussi près que possible des plans originaux d'Aalto, c'est-à-dire que la Villa Tammekann a finalement été achevée comme Alvar Aalto avait prévu. 
Les travaux de restauration et de réparation ont été achevés en 2000.
Le bâtiment abrite le Centre Granö (fi), un centre de coopération entre les universités de Turku et de Tartu, qui a ouvert ses portes en avril 2000.
Le centre porte le nom du professeur finlandais Johannes Gabriel Granö, qui était le recteur de l'Université de Turku et professeur de géographie à l'Université de Tartu, et a fondé l'école finno-estonienne de géographie.